# Senato del New Jersey
Il Senato del New Jersey è la camera alta della Legislatura del New Jersey. Essa si riunisce, insieme all’Assemblea generale, nel Campidoglio dello Stato del New Jersey. 
È composta da 40 membri, ognuno dei quali eletti per un mandato quadriennale salvo che alla fine di ogni decade quando, per tenere conto dell’aggiornamento dei distretti, essi sono eletti solo per un biennio. I senatori non sono soggetti a un numero di mandati.